# 張之極
张之极（?—?），北直隶顺天府大兴县人，为明朝英国公，太师、英国公张维贤之子，具体袭爵时间不详。